# Ida Husted Harper
Ida Husted Harper, née le 18 février 1851 et décédée le 14 mars 1931, est une féministe, auteure et journaliste américaine. Elle joue un rôle important dans le combat politique des femmes pour l'obtention du droit de vote, concrétisé par le XIXe amendement de la Constitution des États-Unis.

## Biographie

### Enfance et études
Ida Husted naît à Fairfield, dans le comté de Franklin (Indiana). Elle est la fille de John Arthur Husted et Cassandra Stoddard.

### Professeure
En 1870, elle devient enseignante à Peru, toujours dans l'Indiana. Plus tard, elle devient la principale d'une école secondaire dans la même ville. Le 28 décembre 1871, elle épouse Thomas Winans Harper, qui vient de Terre Haute, lequel devient un fameux procureur et politicien après leur divorce.

### Journaliste et féministe
Elle devient la première femme éditorialiste de Terre Haute, mais sous le pseudonyme de « John Smith ». Elle écrit aussi dans un journal syndical appartenant à Eugene Victor Debs. Elle s'intéresse alors de plus en plus aux droits des femmes, notamment le combat pour obtenir le droit de vote. Toujours dans l'Indiana, elle rejoint une association en 1887 et en devient la secrétaire. En 1896, elle rejoint la National American Woman Suffrage Association où elle travaille en tant que journaliste avant de devenir historienne du mouvement féministe.
Elle devient une proche de Susan B. Anthony lors d'une convention se tenant à Terre Haute et collabore bientôt avec elle, Elizabeth Cady Stanton, et Matilda Joslyn Gage pour l'ouvrage History of Woman Suffrage. Elle publie ensuite une biographie autorisée en trois volumes de Susan B. Anthony, essentiellement fondée sur ses souvenirs et archives personnelles, de 1898 et 1908. Cherchant à rester dans l'histoire comme l'unique biographe de celle-ci, elle brûle quantité de documents et de lettres pour que son travail reste exhaustif.
Ida Harper s'occupe des relations de presse avec le Conseil international des femmes (International Council of Women) et plus tard dirige le Leslie Bureau of Suffrage Education, qui s'efforçait d'améliorer la promotion du mouvement auprès du public. Le bureau produit en effet des articles et des brochures sur la campagne féministe et communiquait également avec les éditeurs.
En 1920, ses efforts conjoints avec les autres membres du mouvement aboutissent à l'obtention du droit de vote pour les femmes, concrétisé dans le XIXe amendement de la Constitution des États-Unis. En 1922, elle met à jour l'ouvrage History of Woman Suffrage, en y ajoutant cinq et six volumes.

### Fin de vie
Elle décède à Washington en 1931. Sa fille, Winnifred Harper Cooley (1874-1967) devient écrivain.

## Principales publications
- The Associated Work of the Women of Indiana, 1893 ;
- The Life and Work of Susan B. Anthony. Including Public Addresses, Her Own Letters and Many from Her Contemporaries During Fifty Years, 1898 ;
- Suffrage, a right, 1906 ;
- Woman Suffrage Throughout the World, 1907 ;
- History of the Movement for Woman Suffrage in the United States, 1907 ;
- How Six States Won Woman Suffrage, 1912 ;
- Suffrage Snapshots, 1915 ;
- A National Amendment for Woman Suffrage, 1915 ;
- Story of the National Amendment for Woman Suffrage, 1919.